# 신안 우이도 유암총서와 운곡잡저
신안 우이도 유암총서와 운곡잡저(新安 牛耳島 柳菴叢書와 雲谷雜櫡)는 이강회(李綱會; 1789~?)가 현재의 대한민국 신안 우이도에 칩거하면서 자신의 글과 스승인 정약전, 정약용 형제의 글을 한데 묶어 놓은 문집의 초고본이다. 2010년 5월 27일 전라남도의 문화재자료 제275호로 지정되었다.

## 개요
『유암총서(柳菴叢書)』,『운곡잡저(雲谷雜櫡)』는 이강회(李綱會; 1789년~미상)가 신안 우이도에 칩거하면서 자신의 글과 스승인 정약전, 정약용 형제의 글을 한데 묶어 놓은 문집의 초고에 해당한다. 다른 곳에서는 발견할 수 없는 정약전의 저서 「표해시말(漂海始末)」(유암총서 수록)․「송정사의(松政私議)」(운곡잡저 권1에 수록)가 담겨져 있으며, 정약용의 속담 한역(俗談漢譯) 저술인 「백언시(百諺詩)」는 『여유당전서(與猶堂全書)』에 수록된 「이담속찬(耳談續纂)」의 초고로서 높은 가치를 지닌다.
『표해시말』에는 우이도 어부 문순득 일행이 유구를 비롯하여 당시 스페인이 지배하던 필리핀과 포르투칼의 거류지였던 마카오를 경험한 내용이 담겨있는 데, 현재 발견된 국내 표류기록 가운데 이 지역과 관련된 유일한 자료이다. 그중에서도 여송(필리핀)에 대한 내용이 매우 상세한데, 여송과 관련된 내용이 담겨져 있는 표류기는 이 문헌밖에는 없다.
「표해시말」의 주인공 문순득(文淳得; 1777년~1847년 6월 9일(음력 4월 27일))은 우이도에서 살던 중 1801년(순조1) 12월 출항하여 , 이듬해인 1802년(순조2) 1월 18일 태사도(흑산도 인근)에서 홍어를 사 가지고 돌아오던 중 표류하게 되었다. 1월 29일 유구(琉球; 현 오키나와)에 도착하여 8개월간 체류하다가 10월 출항하였으나 다시 표류하여 여송(呂宋; 현 필리핀)에 당도하여 8개월간 머물렀다. 그 후 중국 오문(마카오), 광동, 북경과 의주를 거쳐 한양에 도착하였고, 고향 우이도에는 1805년(순조5) 1월 8일에 도착하였다.
문순득의 표류행적은 당시 우이도에서 유배생활을 하던 정약전에게 표류과정과 유구와 여송 지역의 풍속, 가옥, 언어, 의복, 선박, 토산품 등의 내용을 구술하여 기록되었다가 정약용의 제자 이강회의 문집 『유암총서』에 필사되어 현전하게 됐다.
『유암총서』와 『운곡잡저』는 그 동안 학계에 잘 알려져 있지 않았던 이강회의 실학사상이 담긴 저술들이 다수 수록되어 주목된다. 특히 수레와 선박의 운용과 제작을 주장한 이강회의 저작에서 찾아볼 수 있는 사상적 입장, 즉 조선 후기 이용후생학의 흐름을 밝히는 새로운 자료가 된다. 그 동안 중앙학계의 학자들 중심으로 전개되던 실학이 정약용을 거쳐 지방으로 확산된 사례를 입증하고 있다.
『유암총서』와 『운곡잡저』는 다산 정약용을 통해 북학파의 영향을 받은 지방학자 이강회가 유배인의 높은 학문과 표류인을 통해 외국문물을 접할 수 있는 우이도에 머물면서 실학정신에 입각하여 남긴 저서로서 역사적, 학술적 가치를 지닌다.